# Ermita de la Virgen de los Dolores (Jabaloyas)
La ermita de la Virgen de los Dolores se halla en Jabaloyas, municipio de la Comunidad de Albarracín, provincia de Teruel (Comunidad Autónoma de Aragón, España).
Edificio gótico-mudéjar (siglo XVI-siglo XVII) situado en la partida de «La Veguilla», en posición meridional respecto de la población.

## Historia
Con ser la más importante de Jabaloyas, existe escasa información histórica de esta ermita, aunque ya la nombra Madoz a mediados del siglo XIX (1847), diciendo que en el término de Jabaloyas hay dos ermitas “dedicadas á Ntra. Sra. de los Dolores y S. Cristóbal”.
Durante las últimas décadas del siglo XX (años ochenta y noventa) la construcción sufrió las consecuencias de la emigración, viéndose prácticamente abandonada, hasta el punto de amenazar ruina.-
La Ermita y su entorno están declarados Bien Catalogado del Patrimonio Cultural Aragonés (2002).

## Ubicación y descripción
Desde el pueblo, el camino hasta la ermita se halla sombreado por dos hileras de chopos, una rambliza discurre paralela al camino. En edificio se ve al fondo, parcialmente cubierto por el ramaje de la chopera, dispuesto en la parte alta de un pradillo, entre el camino y los campos de cultivo. El escritor y poeta José Albi (1992), la describe en estos términos:

«Al final del pueblo –se puede llegar en coche-, un rincón amenísimo con un prado, una hilera de chopos y la ermita de la Virgen de los Dolores. Desde aquí se domina un buen panorama del pueblo, destacando, con fuerza, las colosales proporciones de la parroquia. La ermita, hoy abandonada, pese a su indudable interés, es gótico-mudéjar, quizá de principios del XVII, con claves múltiples y artesonado mudéjar de madera, bien conservado en parte. En el exterior queda un fragmento de un alero de ladrillo, fatalmente condenado a la destrucción».
Albarracín y su serranía, José Albi

El edificio está en las afueras del pueblo –partida de La Veguilla-, a medio kilómetro al sur de la población, «al final de un verde prado rodeado de chopos centenarios», el edificio constituye «uno de los mejores ejemplares de la unión del gótico y el mudéjar» de la Sierra de Albarracín.
Posee planta alargada, orientada al estilo antiguo -este (cabecera) oeste (pies)-, con muros de mampostería ordinaria y sillares en las esquina. La fachada principal luce un arco de medio punto con amplias dovelas labradas e impostas levemente voladas. Sobre el arco, un vano de ventana y sobre este una sencilla espadaña tejada, con un hueco y sin campana. La cobertura es de teja árabe dispuesta en canal y cobija, con vertiente a cuatro aguas:

«Circundado el edificio observamos que la construcción debió hacerse en dos fases, recreciéndose hacia los pies en algún momento histórico (siglo XVII, finales), según puede deducirse por el tipo de mampostería y por la composición de alero, basado en ladrillo formando dibujo geométrico complejo en el cuerpo de cabecera y sencillo en la parte ampliada de los pies. Asimismo, en los muros laterales de cabecera posee dos machones o contrafuertes a cada lado. La cabecera luce aspecto poligonal (mitrad de hexágono)».
Jabaloyas, pueblo de Teruel, Alfredo Sánchez Garzón

De su interior cabe decir que “la cubierta de la cabecera es de crucería estrellada con medallones pintados. En la separación con la nave, arco triunfal de medio punto, decorado con casetones y coronado por emblema y guirnalda. En la cubierta conserva restos de decoración neoclásica”.-
El tipo de cobertura de la ermita hace pensar en las iglesias de conquista en la Sierra de Albarracín, cuando estas todavía no habían sido renovadas, carecían de bóvedas de piedra, su armadura era de madera vista, luciendo quizá decoración de la tradición mudéjar.
La ermita sufrió los rigores de la Revolución Española de 1936: el 25 de agosto de 1936, “fueron destruidas todas la imágenes de la Iglesia/ parroquial, Ermita de la Virgen de los Dolores y la/ de San Cristóbal con todos los objetos de Culto”. Carece de mobiliario y ornamentos, hallándose en la actualidad sin culto pero en buen estado de conservación, tras su reciente rehabilitación.